# DTDP-4-dehidroramnoza 3,5-epimeraza
DTDP-4-dehidroramnoza 3,5-epimeraza (EC 5.1.3.13, dTDP--ramnozna sintetaza, dTDP-L-ramnozna sintaza, timidin difosfo-4-ketoramnozna 3,5-epimeraza, TDP-4-ketoramnozna 3,5-epimeraza, dTDP-4-dehidro-6-dezoksi-D-glukoza 3,5-epimeraza, TDP-4-keto-L-ramnoza-3,5-epimeraza) je enzim sa sistematskim imenom dTDP-4-dehidro-6-dezoksi-alfa--glukoza 3,5-epimeraza. Ovaj enzim katalizuje sledeću hemijsku reakciju
dTDP-4-dehidro-6-dezoksi-alfa--glukoza {\displaystyle \rightleftharpoons } dTDP-4-dehidro-6-dezoksi-beta-L-manoza
Ovaj enzim se javlja u kompleksu sa EC 1.1.1.133, dTDP-4-dehidroramnoznom reduktazom.

## Literatura
- Nicholas C. Price; Lewis Stevens (1999). Fundamentals of Enzymology: The Cell and Molecular Biology of Catalytic Proteins (Third изд.). USA: Oxford University Press. ISBN 019850229X.
- Eric J. Toone (2006). Advances in Enzymology and Related Areas of Molecular Biology, Protein Evolution (Volume 75 изд.). Wiley-Interscience. ISBN 0471205036.
- Branden C; Tooze J. Introduction to Protein Structure. New York, NY: Garland Publishing. ISBN 0-8153-2305-0.
- Irwin H. Segel. Enzyme Kinetics: Behavior and Analysis of Rapid Equilibrium and Steady-State Enzyme Systems (Book 44 изд.). Wiley Classics Library. ISBN 0471303097.

## Spoljašnje veze
- DTDP-4-dehydrorhamnose+3,5-epimerase на 